# Juan Pablo Villar Alemán
Juan Pablo Villar Alemán (Cárdenas, Cuba, 22 de junio de 1949) es un artista cubano especializado en dibujo, pintura, grabado, y diseño gráfico. 

## Vida

### Estudios
Cursó sus estudios en la Academia Nacional de Bellas Artes San Alejandro en La Habana. Estudió en el Instituto Superior de Diseño Industrial de La Habana desde 1970 hasta 1975 y desde 1976 hasta 1981 en el Instituto Superior de Arte en la misma ciudad. Reside en México, D.F. desde el año 1989.

### Carrera
Fue miembro del Taller Experimental de Gráfica (TEG) en La Habana y miembro del jurado del Salón de Artes Plásticas UNEAC celebrado en La Habana en 1985 en el Museo Nacional de Bellas Artes. Fue profesor en 1987 en el Taller de Diseño Gráfico, Instituto Mexicano del Seguro Social. 

### Exposiciones individuales
- 1971: Primera exposición individual Dibujos JAN/Artemio en la galería del Hotel Habana Libre, La Habana, Cuba
- 1986: Tierras, Aguas y Cosmos. Museo Alhondiga de Granaditas, México D.F., México
- 1999: Juan Pablo Villar Alemán en Arte Virtual Gallery el año 1999.

### Exposiciones colectivas
- Desde el año 1969 participa en exposiciones colectivas
- 1975: Third Triennale India, Lalit Kala Akademi, Rabindra Bhavan, Nueva Delhi, India
- 1976: VI Biennale Internationale de la Gravure Cracovie (Pabellón de Exposiciones), Cracovia, Polonia; VII Biennale des Arts Graphiques, Moravian Gallery, Brno, República Checa; 6th International Biennale of Painting Košice (13 de octubre—13 noviembre), East Slovak Gallery, Košice, Eslovaquia; XIVème Festival International de la Peinture, Château Musée de Cagnes-sur-Mer, Francia.
- 1982: Salón de Artes Plásticas UNEAC’82, Museo Nacional de Bellas Artes, La Habana.
- 1988: Persuasive Images, Lehman College Art Gallery, Nueva York.

## Premios
- 1973: Primer premio en dibujo, Concurso dibujo cultura
- 1978: Segundo premio, Concurso de Carteles de la Unesco, Derecho de todos los pueblos a la educación, París.
- 1979: Mención especial, Triennial of the realist Committed Painting, Sofía, Bulgaria.
- 1983: Premio en el Encuentro de Grabado '83, Sala Tespis, Hotel La Habana Libre, La Habana.

## Obras en colecciones
Sus principales obras están expuestas en:
- La Biblioteca Nacional José Martí, La Habana, Cuba.
- Museo Nacional de Bellas Artes, La Habana, Cuba
- El Taller Experimental de Gráfica (TEG), La Habana, Cuba